# Doğukan Sinik
Doğukan Sinik (* 21. ledna 1999) je turecký profesionální fotbalista, který hraje na pozici křídelníka za anglický klub Hull City AFC a turecký národní tým.

## Klubová kariéra
Poté, co strávil mnoho let v Turecku hraním za svůj mateřský klub, se Sinik připojil k Hull City za nezveřejněný poplatek dne 20. července 2022. Debutoval 30. září 2022, kdy nastoupil jako náhradník v 71. minutě za Ryana Longmana při domácí prohře 2:0 s Luton Town.
Dne 12. ledna 2023 se Sinik, který se po svém příchodu do Hullu potýkal se zraněním hamstringu, připojil k Antalyasporu na hostování do konce sezóny.
Na začátku následující sezóny hlavní trenér Hull City Liam Rosenior uvedl, že Sinik tvrdě pracuje na své kondici a vyjádřil touhu, aby Sinik byl součástí jeho budoucích plánů.
Dne 1. února 2024 Sinik přestoupil do Hataysporu na hostování na zbytek sezóny.

## Reprezentační kariéra
Dne 29. března 2022 Sinik debutoval za tureckou fotbalovou reprezentaci v přátelském utkání s Itálií. 7. června 2022 vstřelil svůj první gól za národní tým v zápase proti Litvě v Lize národů UEFA 2022/23.

## Statistiky

### Klubové
Platí k zápasu hranému 24. října 2024.
| Klub                       | Sezóna            | Liga              | Liga   | Liga | Národní pohár | Národní pohár | Ligový pohár | Ligový pohár | Ostatní | Ostatní | Celkově | Celkově |
| Klub                       | Sezóna            | Soutěž            | Zápasy | Góly | Zápasy        | Góly          | Zápasy       | Góly         | Zápasy  | Góly    | Zápasy  | Góly    |
| -------------------------- | ----------------- | ----------------- | ------ | ---- | ------------- | ------------- | ------------ | ------------ | ------- | ------- | ------- | ------- |
| Antalyaspor                | 2014/15           | TFF 1. Lig        | 1      | 0    | 0             | 0             | —            | —            | —       | —       | 1       | 0       |
| Antalyaspor                | 2015/16           | Süper Lig         | 1      | 0    | 0             | 0             | —            | —            | —       | —       | 1       | 0       |
| Antalyaspor                | 2016/17           | Süper Lig         | 1      | 0    | 0             | 0             | —            | —            | —       | —       | 1       | 0       |
| Antalyaspor                | 2017/18           | Süper Lig         | 0      | 0    | 0             | 0             | —            | —            | —       | —       | 0       | 0       |
| Antalyaspor                | 2018/19           | Süper Lig         | 33     | 0    | 2             | 0             | —            | —            | —       | —       | 35      | 0       |
| Antalyaspor                | 2019/20           | Süper Lig         | 21     | 0    | 4             | 1             | —            | —            | —       | —       | 25      | 1       |
| Antalyaspor                | 2020/21           | Süper Lig         | 21     | 1    | 3             | 0             | —            | —            | —       | —       | 24      | 1       |
| Antalyaspor                | 2021/22           | Süper Lig         | 32     | 3    | 3             | 0             | —            | —            | 1       | 0       | 36      | 3       |
| Antalyaspor                | Celkově           | Celkově           | 110    | 4    | 12            | 1             | —            | —            | 1       | 0       | 123     | 5       |
| Kemerspor 2003 (hostování) | 2017/18           | TFF 2. Lig        | 30     | 2    | 1             | 0             | —            | —            | —       | —       | 31      | 2       |
| Hull City                  | 2022/23           | EFL Championship  | 12     | 0    | 0             | 0             | 0            | 0            | —       | —       | 12      | 0       |
| Hull City                  | 2023/24           | EFL Championship  | 1      | 0    | 0             | 0             | 0            | 0            | —       | —       | 1       | 0       |
| Hull City                  | Celkově           | Celkově           | 13     | 0    | 0             | 0             | 0            | 0            | 0       | 0       | 13      | 0       |
| Antalyaspor (hostování)    | 2022/23           | Süper Lig         | 12     | 3    | 0             | 0             | —            | —            | —       | —       | 12      | 3       |
| Hatayspor (hostování)      | 2023/24           | Süper Lig         | 9      | 1    | 1             | 0             | —            | —            | —       | —       | 10      | 1       |
| Celkově v kariéře          | Celkově v kariéře | Celkově v kariéře | 174    | 7    | 14            | 1             | 0            | 0            | 1       | 0       | 191     | 11      |

#### Reprezentační góly
Skóre a výsledky Turecka jsou vždy zapsány jako první. Góly Doğukana Sinika jsou zvýrazněny.
| Gól | Datum          | Místo                       | Soupeř | Skóre | Výsledek | Soutěž                   |
| --- | -------------- | --------------------------- | ------ | ----- | -------- | ------------------------ |
| 1.  | 7. června 2022 | LFF Stadium, Vilnius, Litva | Litva  | 1:0   | 6:0      | Liga národů UEFA 2022/23 |
| 2.  | 7. června 2022 | LFF Stadium, Vilnius, Litva | Litva  | 2:0   | 6:0      | Liga národů UEFA 2022/23 |